# Bloody Buccaneers
Bloody Buccaneers je dvacáté studiové album nizozemské hardrockové skupiny Golden Earring, vydané v roce 1991 společností Columbia Records. Spolu se skupinou jej produkoval John Sonneveld, jenž s ní spolupracoval i na následujících albech. V nizozemské hitparádě se umístilo na třetí příčce.

## Seznam skladeb
Všechny skladby napsali Barry Hay a George Kooymans, pokud není uvedeno jinak.
| Pořadí         | Název                       | Autor                           | Délka |
| -------------- | --------------------------- | ------------------------------- | ----- |
| 1.             | Making Love to Yourself     | Hay, Kooymans, Cesar Zuiderwijk | 4:52  |
| 2.             | Temporary Madness           |                                 | 3:33  |
| 3.             | Going to the Run            |                                 | 3:53  |
| 4.             | Joe                         |                                 | 4:37  |
| 5.             | Planet Blue                 |                                 | 4:21  |
| 6.             | Bloody Buccaneers           |                                 | 4:49  |
| 7.             | One Shot Away from Paradise | Rinus Gerritsen                 | 3:45  |
| 8.             | When Love Turns to Pain     | Gerritsen                       | 4:47  |
| 9.             | In a Bad Mood               |                                 | 5:23  |
| 10.            | Pourin' My Heart Out Again  |                                 | 3:59  |
| Celková délka: | Celková délka:              | Celková délka:                  | 43:59 |

## Sestava
- Rinus Gerritsen – baskytara, klávesy
- Barry Hay – zpěv
- George Kooymans – kytara, zpěv
- Cesar Zuiderwijk – bicí